# 그레임 돗

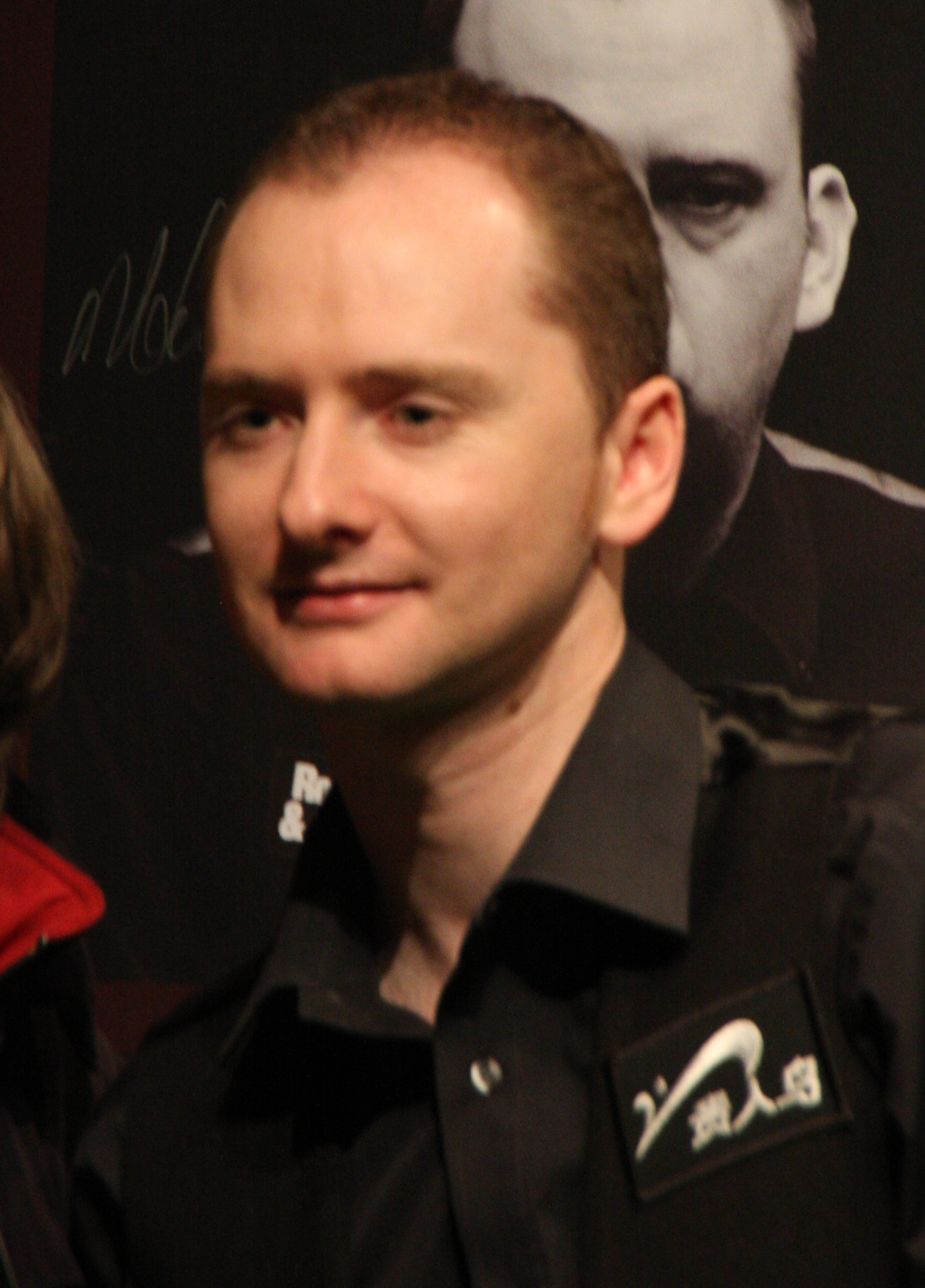
그레임 돗

그레임 돗(영어: Graeme Dott, 1977년 5월 12일 ~ )은 스코틀랜드의 스누커 선수이다.